# 中联煤层气
中联煤层气有限责任公司（中联煤层气）是一家中国国有企业，公司享有对外合作进行煤层气勘探、开发、生产的专营权。

## 历史
该公司成立于1996年。目前中联公司是中国海油与中煤集团各持50%股份，并由中国海油经营管理。